# Verwaltungsgemeinschaft Unstrut-Luhne
Die Verwaltungsgemeinschaft Unstrut-Luhne lag im thüringischen Unstrut-Hainich-Kreis. Sie wurde nach der Unstrut und der Luhne benannt.

## Gemeinden
- Ammern
- Dachrieden
- Eigenrode
- Horsmar
- Kaisershagen
- Reiser

## Geschichte
Die Verwaltungsgemeinschaft wurde am 27. März 1992 gegründet. Die Auflösung erfolgte am 1. September 1995 durch die Bildung der Gemeinde Unstruttal aus den Mitgliedsgemeinden.